# الأمريكيون الفارويون
الأمريكيون الفارويون (باللغة الفاروية: føroyiskir amerikumen) هم أمريكيون من أصول فاروية أو أشخاص وُلدوا في جزر فارو ويقيمون في الولايات المتحدة. جزر فارو هي مجموعة من ثماني عشرة جزيرة تقع بين آيسلندا والنرويج، وهي جزء من مملكة الدنمارك. ونظرًا لأن العديد من المهاجرين تم تسجيلهم كمواطنين دنماركيين، فإنه من غير المعروف عدد الأمريكيين من أصول فاروية تحديدًا.

## التاريخ
استقرت جزر فارو في الأصل من قبل النورسيين حوالي عام 800 ميلادي، وظلت على اتصال مع آيسلندا وسكاندينافيا طوال عصر الفايكنغ. وكان هذا الاستيطان جزءًا من نفس حركة السكان التي جلبت النورسيين إلى أمريكا الشمالية حوالي عام 1000 ميلادي.
على عكس العديد من الدول الأوروبية، لم تشهد جزر فارو عملية التصنيع ولم تواجه نفس الضغوط السكانية التي دفعت العديد من سكان الدول الإسكندنافية إلى الهجرة إلى الولايات المتحدة خلال القرنين السابع عشر والثامن عشر. في الواقع، كان العكس هو ما يحدث في جزر فارو. فبسبب القيود المفروضة على الشحن والسيطرة الاحتكارية على السلع المتجهة إلى الجزر، حدثت مجاعة تفاقمت نتيجة نقص الحبوب القادمة من الدنمارك إلى جزر فارو. بالإضافة إلى ذلك، فُرضت قوانين دنماركية كانت تمنع الفقراء فعليًا من الزواج بهدف الحفاظ على انخفاض عدد السكان.

### الهجرة والاستقرار
تختلف هجرة الأمريكيين من أصول فاروية بشكل كبير عن معظم مجموعات المهاجرين الأوروبيين. فلم يأتِ الفارويون إلى الولايات المتحدة ضمن مجموعات كبيرة، بل جاءوا كأفراد. غالبًا ما كان الرجال يهاجرون إلى الولايات المتحدة للعمل، خاصة كبحارة، بينما كانت النساء يهاجرن عادةً من خلال الزواج من أمريكيين. وبسبب هذا النمط الفردي من الهجرة وأعداد المهاجرين الصغيرة، لم تتكوّن جالية فاروية أمريكية متماسكة كما هو الحال مع العديد من الجاليات المهاجرة الأخرى في الولايات المتحدة. كما اعتنق بعض سكان جزر فارو المورمونية والسبتية (السبتيين)، ولذلك انتقلوا إلى الدنمارك للانضمام إلى المجتمعات الأكبر التابعة لهاتين الديانتين هناك. ومن الدنمارك، هاجر بعضهم لاحقًا إلى الولايات المتحدة، غالبًا ضمن مجموعات أكبر، كما كان شائعًا في الهجرة الدنماركية. ومع ذلك، فإن عدد الأشخاص الذين غادروا جزر فارو ظل قليلًا نسبيًا بشكل عام.
تُظهر الأدلة أن الأمريكيين من أصول فاروية استقروا في مناطق متعددة عبر الولايات المتحدة، ولم يقتصر وجودهم على المناطق التي استقر فيها العديد من الأمريكيين من أصول إسكندنافية. ويبدو ذلك منطقيًا في السياق التاريخي، حيث إن الفارويين الأمريكيين هاجروا غالبًا كأفراد، وكان لديهم مهارات مختلفة عن المهاجرين الإسكندنافيين، وبالأخص في الملاحة البحرية. بالإضافة إلى ذلك، بدأت جزر فارو في تطوير هويتها الوطنية الخاصة بها في خمسينيات القرن التاسع عشر، ولهذا قد لا يكون العديد من الأمريكيين الفارويين قد شعروا بانتماء وثيق إلى الأمريكيين الإسكندنافيين بحيث يدفعهم ذلك للعيش بينهم. ومع ذلك، هناك أدلة قصصية تشير إلى أن العديد من الأمريكيين من أصول فاروية استقروا في كولورادو والساحل الغربي.

## الهوية العرقية الفاروية

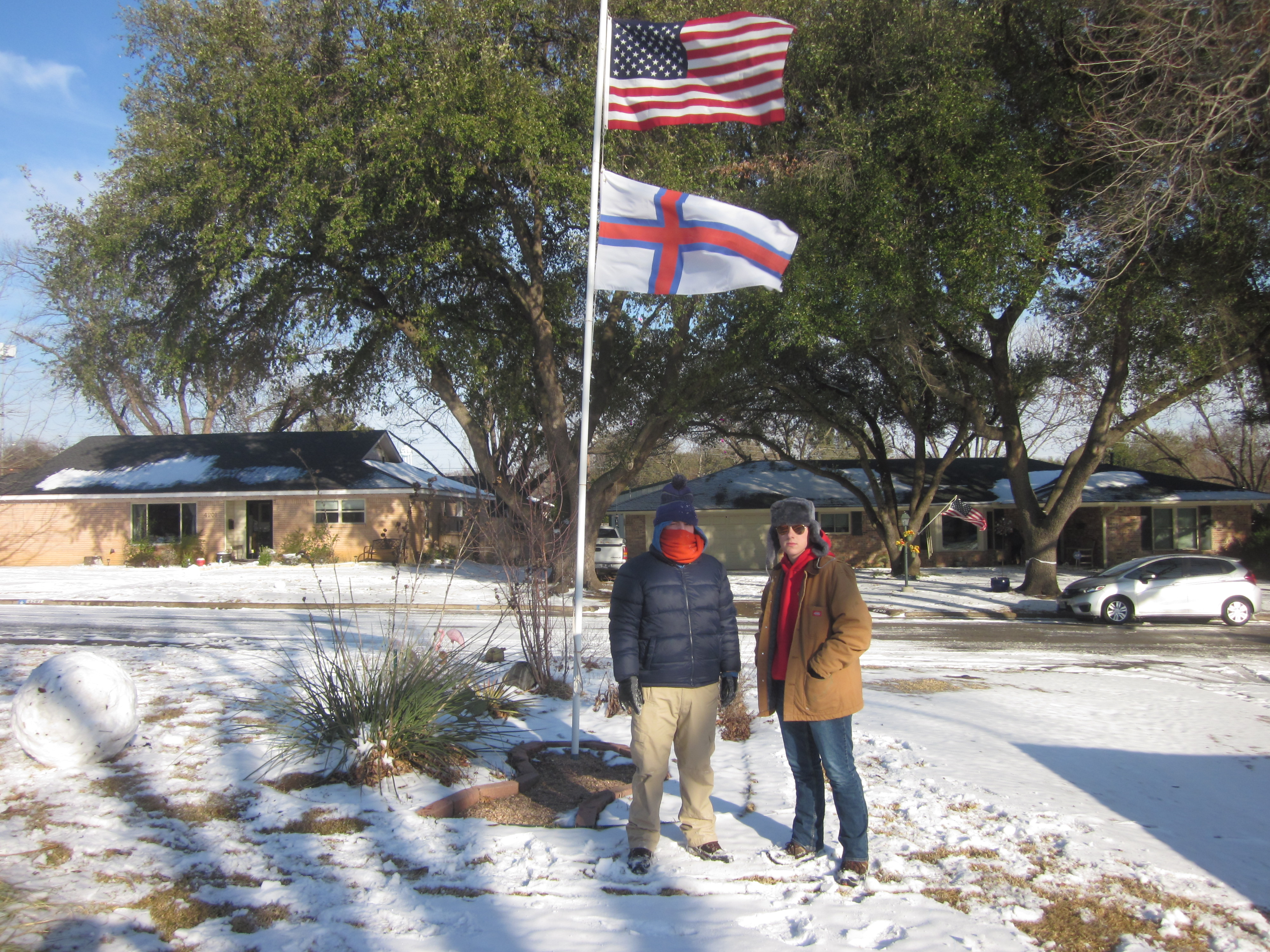
أمريكيان من جزر فارو

الهوية العرقية للفارويين متجذرة في شعور قوي بالانتماء إلى المكان، والضيافة، وروابط الأسرة. يتمتع الفارويون بتقليد عريق في الضيافة، حيث يقومون بدعوة أفراد الأسرة البعيدين الذين لم يلتقوا بهم من قبل للإقامة في منازلهم أو لتناول وجبة كاملة.وفي جزر فارو، يحافظ الكثير من الناس على التواصل مع أقارب بعيدين، حتى مع أبناء العمومة من الدرجة الثالثة، مما يجعل الروابط العائلية ذات أهمية بالغة.

### اللغة الفاروية التي يتحدث بها في الولايات المتحدة
احتفظ بعض الأمريكيين من أصول فاروية بلغتهم، لكن كان من الصعب عليهم الحفاظ عليها ونقلها إلى الجيل التالي حتى ظهور التكنولوجيا التي جعلت الوصول إلى الموارد اللغوية أكثر سهولة. ونتيجة لذلك، فإن العديد من أحفاد الفارويين الأمريكيين لا يتحدثون اللغة الفاروية.

## صعوبة تحديد الأعداد
نظرًا لأن جزر فارو جزء من مملكة الدنمارك، فإن الفارويين يحملون الجنسية الدنماركية. وهذا يعني أنه في سجلات التعداد القديمة، كان الأمريكيون من أصول فاروية يعرّفون أنفسهم كمواطنين دنماركيين. وزاد من تعقيد هذه المشكلة أن الدنمارك سنت بعض القوانين خلال القرن التاسع عشر ألزمت سكان جزر فارو باعتماد ألقاب عائلية موحدة، وغالبًا ما كانت هذه الألقاب دنماركية. ومن الألقاب الشائعة جدًا "ينسن" (Jensen) و"يونسن" (Joensen)، وهما لا يمكن تمييزهما عن الألقاب الدنماركية الأخرى. لذلك، فإن محاولة تقدير عدد الأمريكيين من أصول فاروية استنادًا إلى سجلات التعداد أمر بالغ الصعوبة.
بالإضافة إلى ذلك، قد يتم نسخ السجلات المكتوبة يدويًا بشكل خاطئ، بحيث يتم الخلط بين جزر فارو وأماكن أخرى مثل جزر فيجي، أو جزر العذراء، أو جزر الأزور، أو رود آيلاند، أو جزيرة فايال، أو جزيرة فور، وغيرها. كما أن الأخطاء الإملائية في كتابة أسماء القرى الفاروية تجعل من الصعب تحديد الهجرة بدقة. لذلك، فإن السجلات المكتوبة يدويًا غالبًا ما تكون غير موثوقة أو غير مكتملة فيما يتعلق بجزر فارو. وبدلًا من الاعتماد عليها، يُوصى بالرجوع إلى قوائم ركاب السفن. ولا يزال البحث جارياً في الأرشيفات الفاروية والدنماركية والأمريكية.

## شخصيات بارزة
هانز سكالاجارو (رسام بحري)